# 河合いよ
河合 いよ（かわい いよ、1989年3月26日 - ）は、日本の元グラビアアイドル、元タレント。静岡県焼津市出身。プラチナムプロダクションに所属していた。

## 来歴
- 静岡県立焼津中央高等学校卒業。
- 2007年度ミス亜細亜大学コンテストグランプリ。
- 2007年、「週刊ヤングジャンプ」（集英社）の読者参加型アイドルオーディション『制コレGP』にエントリーし、準グランプリを獲得[1]
- その後もテレビやグラビア、撮影会で活躍していたが、2010年5月22日の撮影会を最後に引退。

## 人物
- 趣味と特技は、日本舞踊。
- 好きな色はピンク。

## リリース作品

### DVD
1. ふんわりいいよ（2007年6月22日、リバプール）

### トレーディングカード
- プラチナム オフィシャル カードコレクション （2007年10月13日、さくら堂）

## 出演

### テレビ
- 花ざかりの君たちへ〜イケメン♂パラダイス〜（フジテレビ系） - 第7話に出演
- アドレな!ガレッジ（2007年6月・テレビ朝日系）
- 21世紀エジソン（2008年1月8日・TBS系）
- グラビアの美少女（MONDO21）
- ライアーゲーム（フジテレビ系）-最終話に出演
- ランク王国ね年チューチューキススペシャル（TBS系）
- スピードワゴンと裸の××アイドル2（TBSオンデマンド）
- AKiBAッテキ!!（エンタ！３７１）
- アイドル☆育成計画

### CM
- C.C.レモン（サントリー）